# Typ Dresden Atrium

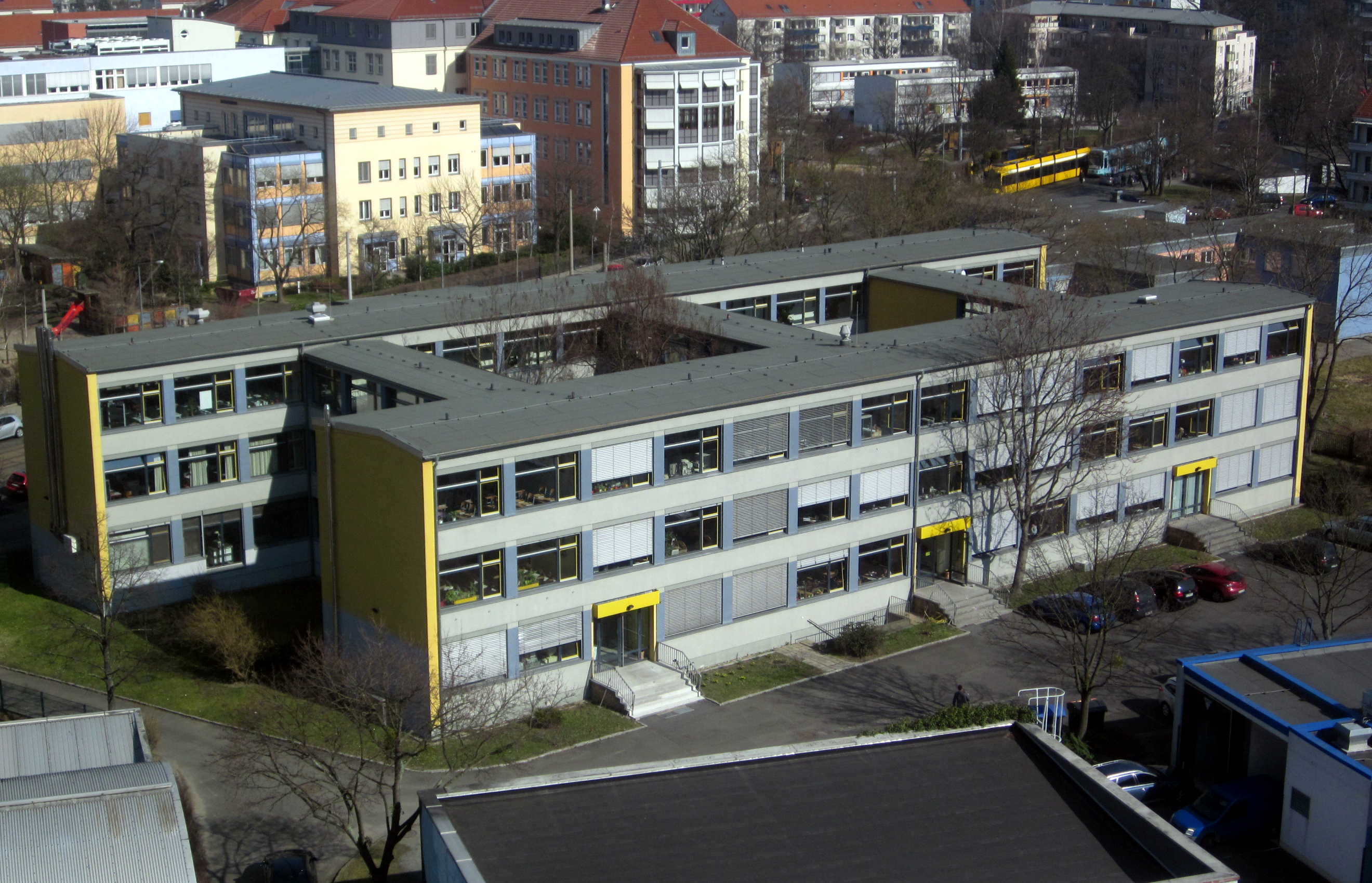
Schule vom Typ Dresden Atrium in Dresden-Johannstadt, heute Berufsschule

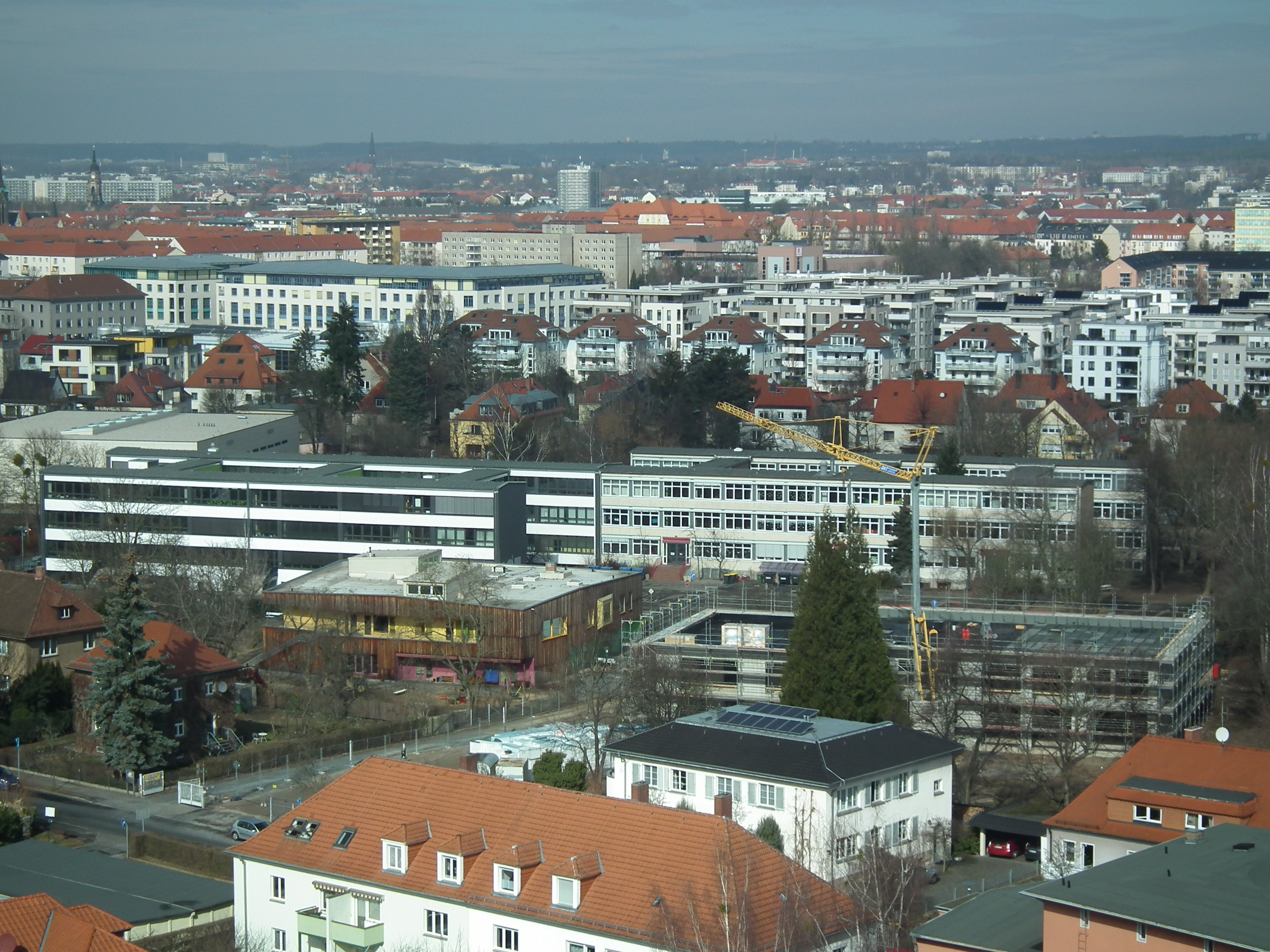
Aneinanderreihung von zwei Schulgebäuden Typ Dresden, 107. Oberschule und 108. Grundschule in Dresden

Der Typ Dresden Atrium (oft auch kurz: Typ Dresden) ist ein Einheitsentwurf für Schulgebäude in Plattenbauweise. Er basiert auf einem Projekt der Technischen Universität Dresden aus dem Jahr 1963 und stellt unter den Typenschulbauten der DDR einen besonders häufig realisierten Bautyp dar. Allein im Bezirk Dresden wurden in den Jahren 1963–1981 etwa 180 solche Gebäude errichtet. In bestimmten Gegenden Ostdeutschlands ist Typ Dresden Atrium auch heute noch die am häufigsten anzutreffende Schulhaus-Form. Eine davon, die 49. Grundschule „Bernhard August von Lindenau“ in Dresden, steht heute unter Denkmalschutz.

## Aufbau
Die Gebäude haben zwei Längsbauten auf der Front- und Rückseite. Die drei quer verlaufenden Flügel beinhalten Treppenhäuser und Verbindungsgänge, durch die man in die Klassenräume gelangt. Von ihnen werden zwei kleine Innenhöfe eingeschlossen. Da es hier keine Aula oder einen ähnlich großen Saal gibt, wurden zur Schulspeisung meist Kellerräume genutzt. Für große Schulen wurden modular mehrere Gebäude dieses Typs aneinandergereiht und bisweilen mittels Durchgängen miteinander verbunden.
Die Gebäude entsprachen bei ihrer Errichtung der Bautechnologie der DDR im Sinne der Plattenbauweise. Charakteristisch ist die großflächige Verwendung von Fensterflächen, welche zu einer ungünstigen Gebäudephysik beiträgt. So besitzen die Gebäude durch ihre vergleichsweise schlechte Wärmedämmung einen hohen Heizenergiebedarf.

## Nutzung

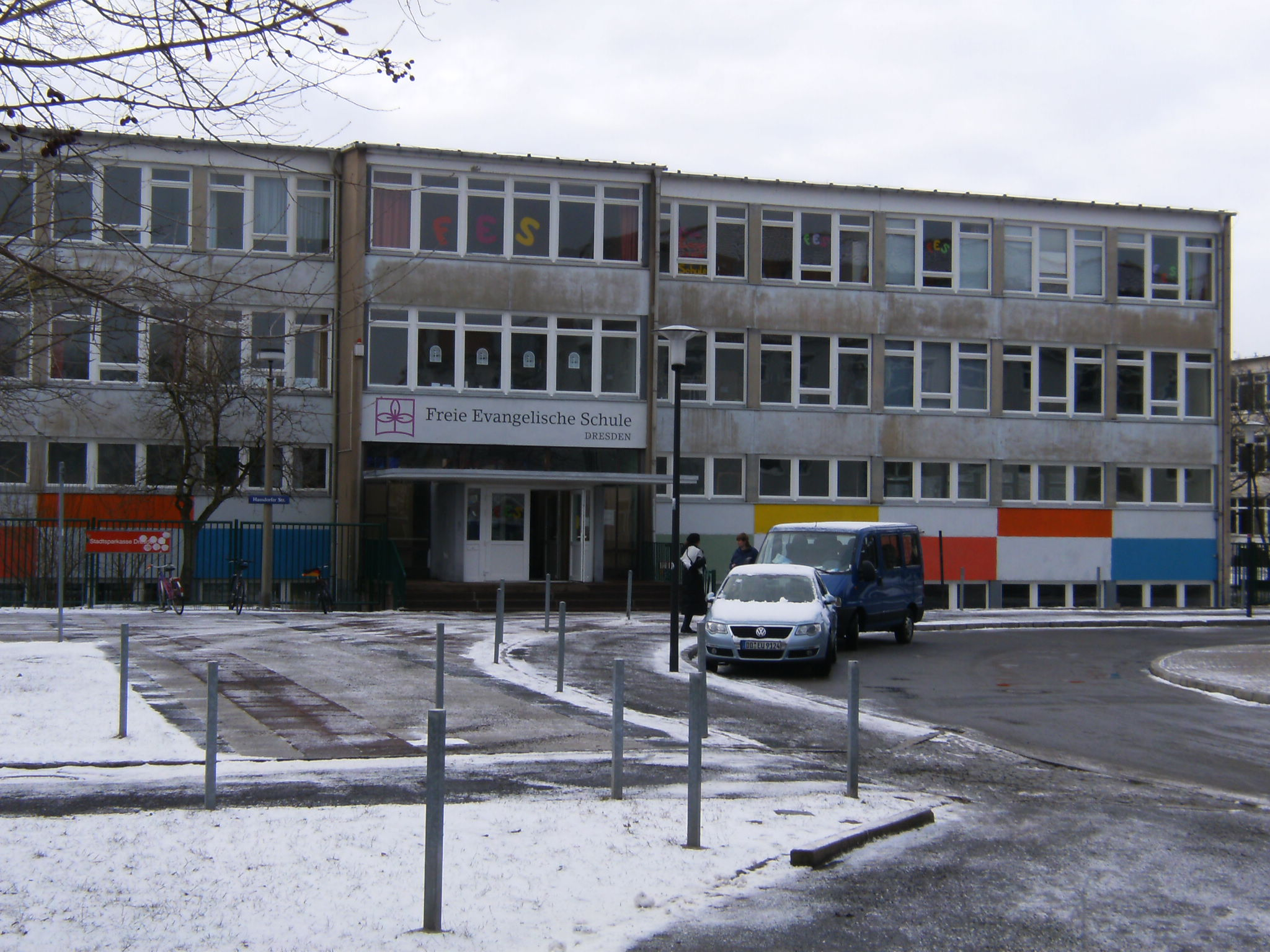
Ehemaliges Gebäude der Freien Evangelischen Schule Dresden in Seidnitz

In den 1990er Jahren wurden im Osten Deutschlands durch Kindermangel und Abwanderung weniger Schulen benötigt. In dieser Zeit wurden bevorzugt Schulen vom Typ Dresden geschlossen und abgerissen, da sich ihre energetische Sanierung als zu aufwendig erwies. Somit wurden bei der Schulnetzplanung Gebäude älterer/traditioneller Bauweise bevorzugt.
Zahlreiche der Typ-Dresden-Schulen sind heute noch erhalten als
- leerstehende Reserve-Kapazität, beispielsweise zur zeitweisen Nutzung als Außenstelle bei schwankenden Schülerzahlen
- genutzte unsanierte Gebäude
- genutzte teilsanierte Gebäude[3]
- modernisierte Schulstandorte, siehe beispielsweise 93. Grundschule Dresden,[4] 101. Mittelschule Dresden[5] und Bertolt-Brecht-Gymnasium Dresden[6]

Die 49. Grundschule in Dresden wurde im November 2013 als eines der letzten im Originalzustand verbliebenen Atrium-Gebäude unter Denkmalschutz gestellt.